# Nueva Kajovka
Nueva Kajovka o Nova Kajovka (en ucraniano: Нова Каховка; en ruso: Новая Каховка) es una ciudad ucraniana perteneciente al óblast de Jersón. Situada en el sur del país, es el centro del raión de Kajovka y del municipio (hromada) de Kajovka.
La ciudad se encuentra ocupada por Rusia desde febrero de 2022 en el marco de la invasión rusa de Ucrania.

## Geografía
Nueva Kajovka es un importante puerto fluvial sobre el Dniéper y el embalse de Kajovka, donde había un puente que cruza la presa y que llegaba hasta Berislav. La ciudad está situada a 58 km al este de Jersón. 
A veces se hace referencia a la ciudad como un oasis, porque fue construida en un área donde abundaba la arena. Durante la construcción de la ciudad, los parques y el césped se construyeron y se colocaron sobre el suelo arenoso. Los planos arquitectónicos se desarrollaron para construir calles y plazas en perfecta armonía con el litoral del embalse.

### Clima
| Parámetros climáticos promedio de Nueva Kajovka (1981-2010) | Parámetros climáticos promedio de Nueva Kajovka (1981-2010) | Parámetros climáticos promedio de Nueva Kajovka (1981-2010) | Parámetros climáticos promedio de Nueva Kajovka (1981-2010) | Parámetros climáticos promedio de Nueva Kajovka (1981-2010) | Parámetros climáticos promedio de Nueva Kajovka (1981-2010) | Parámetros climáticos promedio de Nueva Kajovka (1981-2010) | Parámetros climáticos promedio de Nueva Kajovka (1981-2010) | Parámetros climáticos promedio de Nueva Kajovka (1981-2010) | Parámetros climáticos promedio de Nueva Kajovka (1981-2010) | Parámetros climáticos promedio de Nueva Kajovka (1981-2010) | Parámetros climáticos promedio de Nueva Kajovka (1981-2010) | Parámetros climáticos promedio de Nueva Kajovka (1981-2010) | Parámetros climáticos promedio de Nueva Kajovka (1981-2010) |
| Mes                                                         | Ene.                                                        | Feb.                                                        | Mar.                                                        | Abr.                                                        | May.                                                        | Jun.                                                        | Jul.                                                        | Ago.                                                        | Sep.                                                        | Oct.                                                        | Nov.                                                        | Dic.                                                        | Anual                                                       |
| ----------------------------------------------------------- | ----------------------------------------------------------- | ----------------------------------------------------------- | ----------------------------------------------------------- | ----------------------------------------------------------- | ----------------------------------------------------------- | ----------------------------------------------------------- | ----------------------------------------------------------- | ----------------------------------------------------------- | ----------------------------------------------------------- | ----------------------------------------------------------- | ----------------------------------------------------------- | ----------------------------------------------------------- | ----------------------------------------------------------- |
| Temp. máx. media (°C)                                       | 1.6                                                         | 2.3                                                         | 7.5                                                         | 15.5                                                        | 22.2                                                        | 26.3                                                        | 28.9                                                        | 28.4                                                        | 22.7                                                        | 15.8                                                        | 7.9                                                         | 2.9                                                         | 15.2                                                        |
| Temp. media (°C)                                            | -1.4                                                        | -1.2                                                        | 3.1                                                         | 10.2                                                        | 16.4                                                        | 20.6                                                        | 23.2                                                        | 22.8                                                        | 17.3                                                        | 11.0                                                        | 4.6                                                         | 0.1                                                         | 10.6                                                        |
| Temp. mín. media (°C)                                       | -4.0                                                        | -4.1                                                        | -0.1                                                        | 5.7                                                         | 11.2                                                        | 15.5                                                        | 17.8                                                        | 17.4                                                        | 12.6                                                        | 7.2                                                         | 1.8                                                         | -2.4                                                        | 6.6                                                         |
| Precipitación total (mm)                                    | 30.2                                                        | 32.6                                                        | 30.8                                                        | 37.3                                                        | 40.2                                                        | 48.1                                                        | 46.8                                                        | 32.3                                                        | 39.9                                                        | 30.6                                                        | 37.9                                                        | 38.0                                                        | 444.7                                                       |
| Días de precipitaciones (≥ 1.0 mm)                          | 6.4                                                         | 5.8                                                         | 6.9                                                         | 5.6                                                         | 6.0                                                         | 6.2                                                         | 5.0                                                         | 3.9                                                         | 4.8                                                         | 4.6                                                         | 5.9                                                         | 6.4                                                         | 67.5                                                        |
| Humedad relativa (%)                                        | 84.6                                                        | 82.2                                                        | 77.4                                                        | 68.4                                                        | 64.5                                                        | 65.4                                                        | 61.7                                                        | 60.2                                                        | 67.5                                                        | 74.7                                                        | 83.5                                                        | 85.9                                                        | 73.0                                                        |
| Fuente: World Meteorological Organization                   |                                                             |                                                             |                                                             |                                                             |                                                             |                                                             |                                                             |                                                             |                                                             |                                                             |                                                             |                                                             |                                                             |

## Historia
Nueva Kajovka fue fundada el 28 de febrero de 1952, en el lugar donde, desde 1891, existía el pueblo Kliucheve. Estaba en las proximidades de la represa establecida de la central hidroeléctrica de Kajovka, uno de los llamados grandes proyectos de construcción del comunismo de la Unión Soviética, y fue construido para albergar a los trabajadores de la construcción de la planta. Desde su fundación, la ciudad se ha llamado Nova Kajovka, o Nueva Kajova, para distinguirla de la ciudad de Kajovka ubicada a 15 kilómetros de distancia. Una vez finalizada la construcción de la central eléctrica, la mayoría de los trabajadores se quedaron en Nueva Kajovka. 
El 10 de octubre de 1950, la dirección del "Dniprobud" creó un departamento de vivienda, que se encargó de la construcción de una nueva ciudad de ingenieros eléctricos. El 20 de abril de 1951 se pusieron los cimientos del primer edificio residencial sobre la calle. K. Marx 31, y ya el 30 de mayo del mismo año se puso en funcionamiento. El 10 de febrero de 1952 llegó un tren de Fedorivka a Nueva Kajovka. En 9 meses se construyeron 154 km de vías férreas. A las 12 horas, un tren con una carga procedente de Cheliábinsk, Moscú, Briansk se acercó al arco triunfal, donde se reunió con miles de constructores. El ferrocarril se convirtió en una importante arteria de transporte, lo que aceleró la construcción de la planta hidroeléctrica, la ciudad, las granjas suburbanas y todo el centro del óblast de Jersón. El 28 de febrero de 1952, el pueblo de trabajo de los constructores de la central hidroeléctrica Kakhovka recibió el nombre de "Nova Kajovka" por parte del Presídium del Soviet Supremo de la URSS. Inicialmente, se asumió que sería pequeña, hasta 20 mil personas, una ciudad de ingenieros de energía. Sin embargo, debido a la buena ubicación geográfica en el centro de la región, la disponibilidad de electricidad barata, ferrocarriles, autopistas y vías fluviales, que abrieron el camino a un barco de gran tonelaje desde la desembocadura del Dniéper hasta el Pripiat, así como potencial de personal altamente calificado y experimentado, abrió la ciudad con amplias perspectivas de desarrollo.
Hasta el 18 de julio de 2020, Nueva Kajovka se incorporó como una ciudad de importancia regional y el centro del municipio de Nueva Kajovka. El municipio como unidad administrativa se abolió en julio de 2020 como parte de la reforma administrativa de Ucrania, que redujo el número de raiones del óblast de Jersón a cinco. El área del municipio de Nueva Kajovka se fusionó con el raión de Kajovka.
La ciudad quedó bajo ocupación rusa durante la invasión rusa de Ucrania de 2022. El 11 de julio de 2022, las fuerzas ucranianas lanzaron un gran ataque con misiles contra las fuerzas rusas en la ciudad. El 6 de agosto de 2022, Vitaliy Hura, el alcalde designado por Rusia, "fue asesinado a tiros por un asaltante no identificado cuando salía de su casa". Inmediatamente después de la liberación de Jersón, los funcionarios rusos declararon que también se retirarían de Nueva Kajovka e instaron a los residentes a huir a 15 km del frente. El 6 de junio de 2023, se produjo la destrucción del embalse de Kajovka, lo cual llevó a la inundación de todos los alrededores de la desembocadura del río Dniéper.

## Demografía
La evolución de la población de Nueva Kajovka entre 1886 y 2022 fue la siguiente:
| 19 885                                                        | 39 250 | 52 325 | 56 549 | 52 137 | 50 240 | 48 298 | 47 852 | 47 286 | 46 459 | 45 819 | 44 427 |
| (Fuente: Cities & Towns of Ukraine y UKRAINE: Größere Städte) |        |        |        |        |        |        |        |        |        |        |        |

Según el censo de 2001, la lengua materna de la mayoría de los habitantes, el 53,24%, es el ucraniano; del 45,94% es el ruso. En el momento del censo de 2001, la población de la aglomeración urbana de Nueva Kajovka ascendía a 75.392 habitantes, incluyendo varios asentamientos de tipo urbano (Tavrisk, Dnipriani) y pueblos.

## Economía
La principal empresa de la ciudad es la central hidroeléctrica, con una capacidad de 1,17 MW.
Cerca de Nueva Kajovka, justo encima de la presa, nace el canal de Crimea del Norte, que abastece de agua del Dniéper al sudoeste del óblast y a Crimea.

## Infraestructura

### Arquitectura, monumentos y lugares de interés
El casco antiguo es el barrio histórico del que partió toda la ciudad. Construido según un único plan desde el principio. La edificación se basa en casas de 2 y 3 plantas con techos de teja o pizarra. Muchas casas están decoradas con paneles ornamentales en la técnica de tallado en yeso crudo, creada por el artista Hryhoriy Dovzhenko, uno de los estudiantes de Mijailo Boichuk que se llama bordado de piedra. El casco antiguo contiene la plaza principal de la ciudad con el edificio del Ayuntamiento y el Palacio de la Cultura, ambos construidos al estilo estalinista.
Uno de los principales lugares son el parque de Stepan Faldzinski, que lleva el nombre del polaco Stepan Faldzinski, que creó el oasis verde en el arenal de Oleshki. Nueva Kajovka tiene un museo de historia local con una exposición permanente sobre la historia de la ciudad, un museo del vino, una casa-museo de Anatoli Bajuta, una galería de arte que lleva el nombre de Albin Gavdzinski, bibliotecas, un teatro de verano, un cine "Juventud" , que forma parte del Palacio del Cine.
El lugar religioso más importante de la zona es el monasterio de Korsun, con origen en el siglo XVIII.

### Transporte
Nueva Kajovka se encuentra en el tramo Jersón-Melitópol de la Ruta Europea E58 (Viena-Rostov del Don). En cuanto al ferrocarril, su estación está situada en la ruta Mikolaiv-Snijurivka-Nueva Kajovka-Volnovaja que está sin electrificar. También tiene un aeropuerto y un puerto al sur del embalse de Kajovka.

## Cultura
El principal centro cultural de la ciudad es el Palacio de la Cultura, donde se realizan actuaciones periódicas de grupos creativos y conjuntos folclóricos, tanto locales como invitados de los asentamientos vecinos. La ciudad cuenta con tres parques, plazas, playas, paseo marítimo, un gran número de cafeterías, discotecas, parque de atracciones y zoológico.
Nueva Kajovka celebra cada año un festival de música internacional que es el más popular de la región: Tavriski igri (en ucraniano: Таврійські ігри).

### Deporte
La escuela de tenis Novokajovska es una de las mejores escuelas de tenis de Ucrania. El Estadio de lapromueve el desarrollo de los deportes populares: motobol y fútbol. Los motociclistas ganaron medallas de plata en el campeonato de Ucrania en 2001, y el equipo de fútbol FC Enerhiya Nuva Kajovka, jugó en Druha Liha (Segunda división ucraniana) hasta su disolución en 2022 por la invasión rusa.

### Prensa
Нова Каховка.City – publicación de la ciudad en línea, creada en octubre de 2017 por el personal de la organización pública "Centro para el Desarrollo de Niños Sordos" y la Agencia de Desarrollo de Medios Locales "Abo". En Nova Kakhovka se publican 5 periódicos semanales: municipal "Nova Kakhovka" (fundado por el ayuntamiento) y privado "Novyny Dilovi", "Klyuchi", "Dniprovsikyi prospect", "Tavriiski chas". Los servicios de radiodifusión en la ciudad son proporcionados por la Organización de Radio de la Ciudad de Nueva Kajovka.

## Personas ilustres
- Sergui Bebeshko (1968): exjugador de balonmano ucraniano que compitió para el Equipo Unificado en los Juegos Olímpicos de Barcelona 1992.
- Vladislav Piskunov (1978): atleta ucraniano, especializado en lanzamiento de martillo, en la que llegó a ser medallista de bronce mundial en 1999.
- Nataliya Pyhyda (1981): atleta ucraniana, especialista en la prueba de 4x400 m en la que llegó a ser subcampeona europea en 2014.
- Anastasiya Mojniuk (1991): atleta ucraniana especializada en pentatlón.
- Anhelina Kalínina (1997): tenista ucraniana que tiene como mejor ranking WTA (junio de 2022), cuando logró ser la 34 mejor jugadora del mundo.
- Hlib Piskunov (1998): atleta ucraniano especializado en lanzamiento de martillo, en la que consiguió ser campeón mundial juvenil en 2015.

## Galería

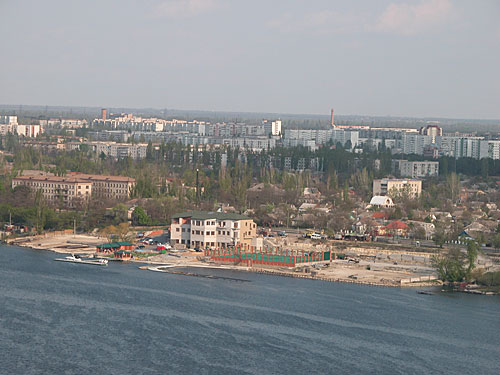
Vista aérea de Nueva Kajovka
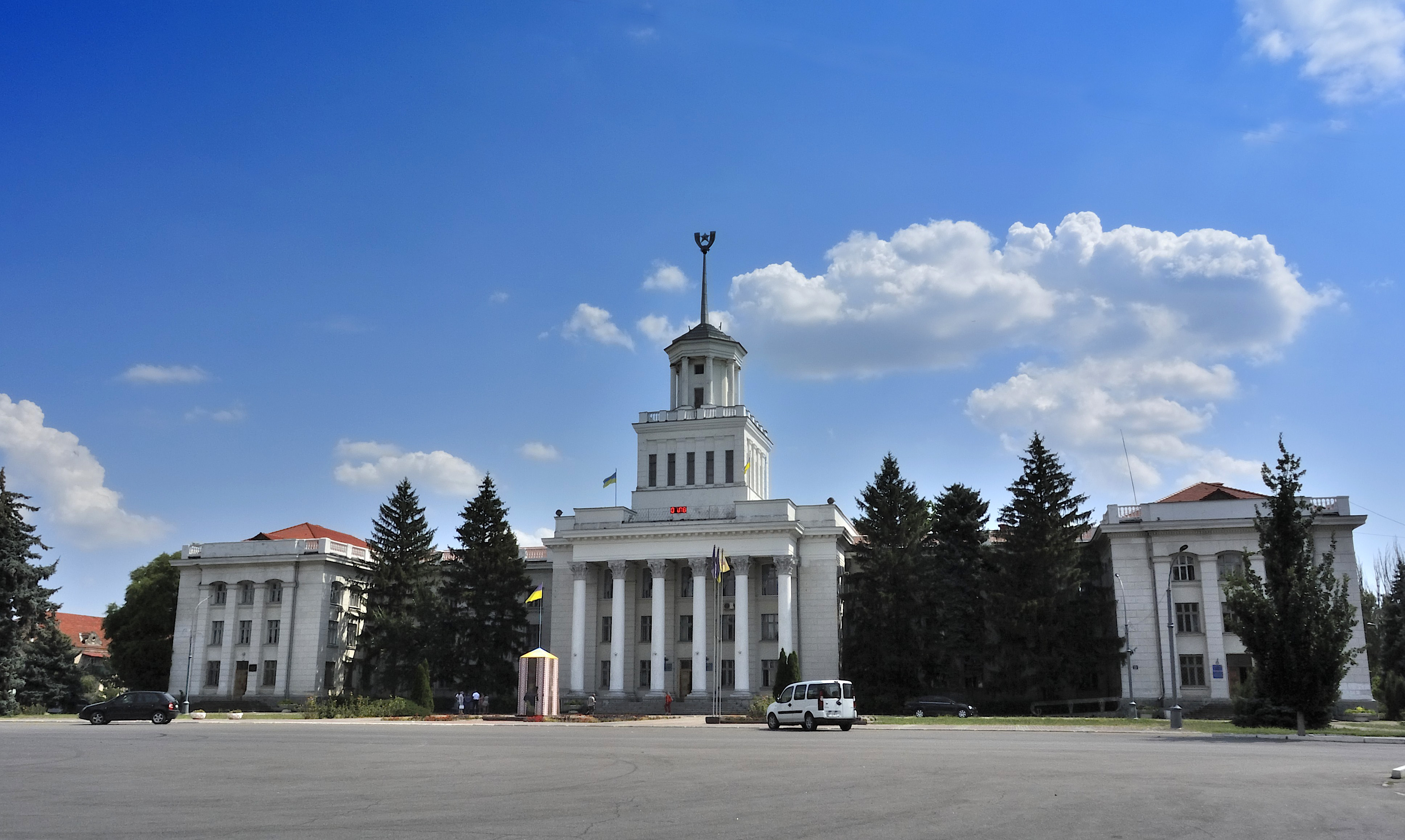
Centro administrativo de Nueva Kajovka.
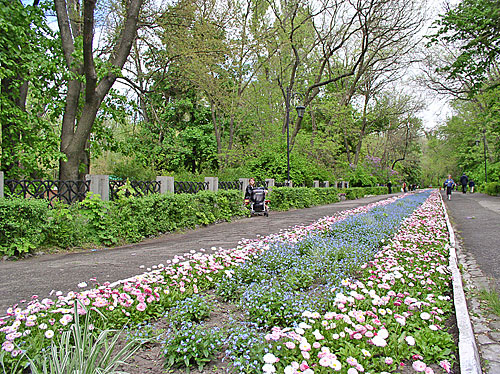
Parque de Stepan Faldzinski en Nueva Kajovka.
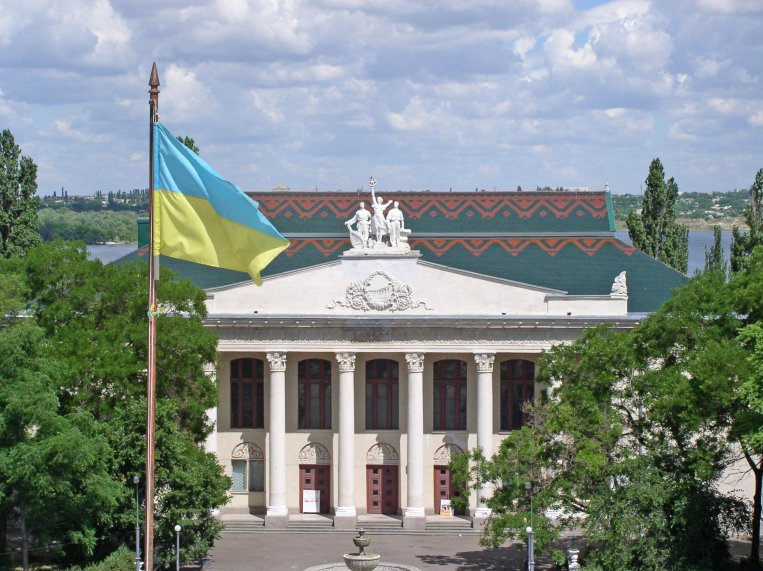
Palacio de la cultura de Nova Kajovka.
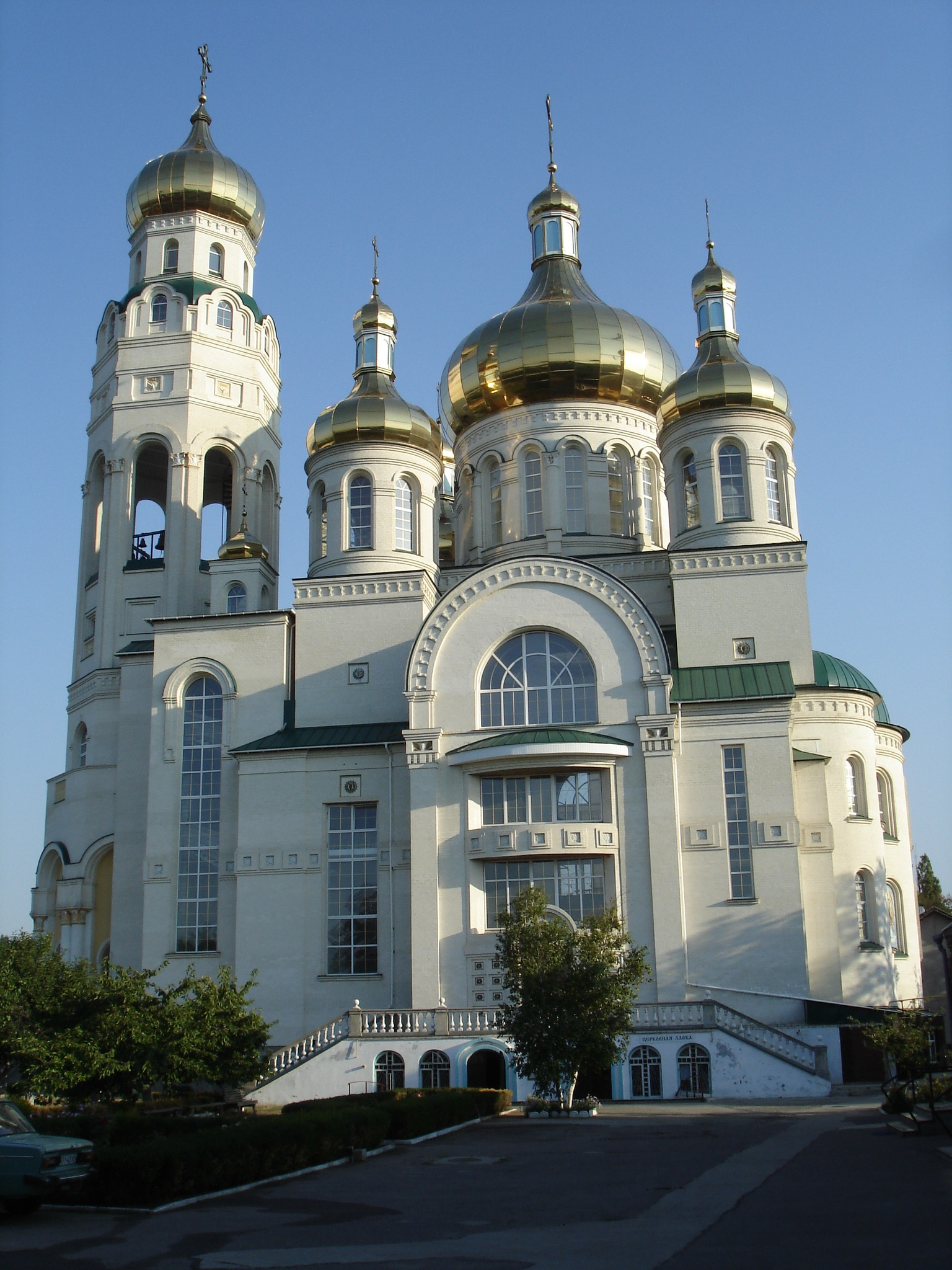
Catedral ortodoxa de Nueva Kajovka
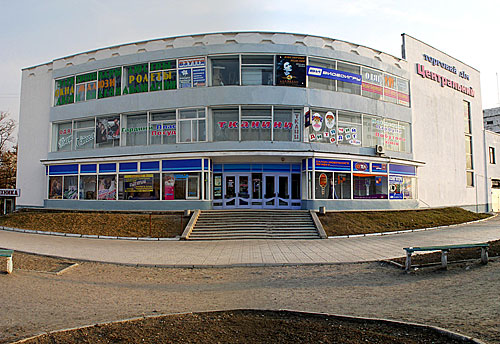
Centro comercial.
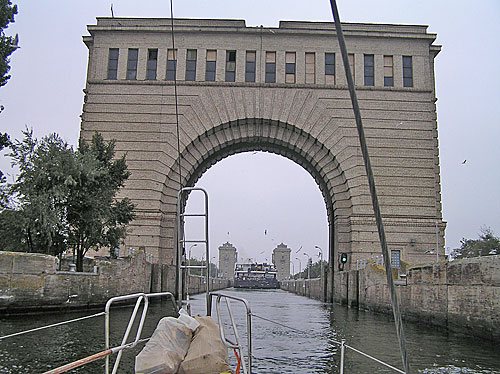
Arco del Triunfo sobre las esclusas.
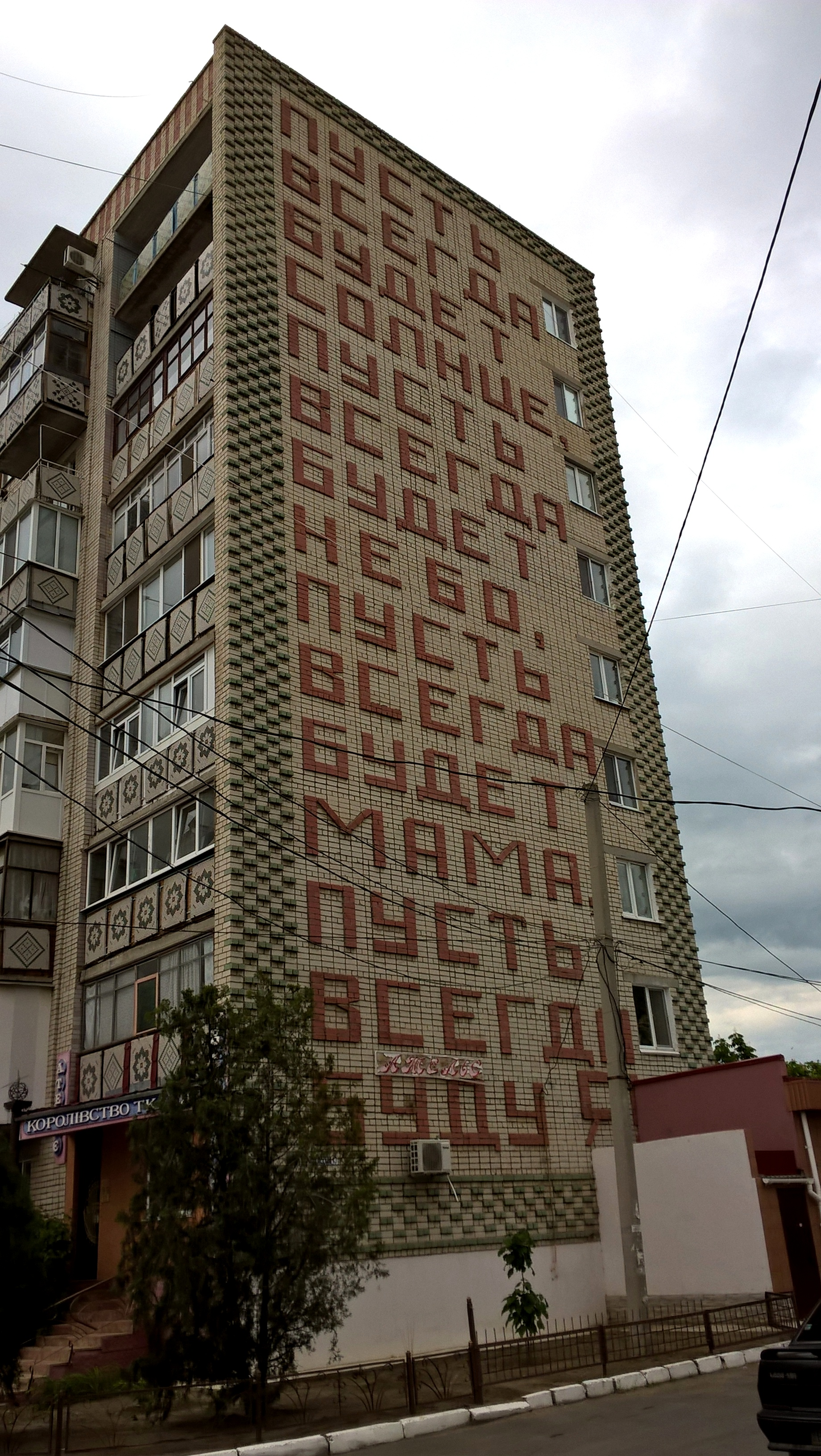
Edificio con una inscripción
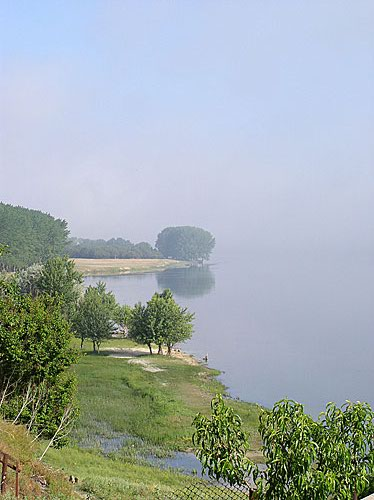
Naberezhna, en Nueva Kajovka.
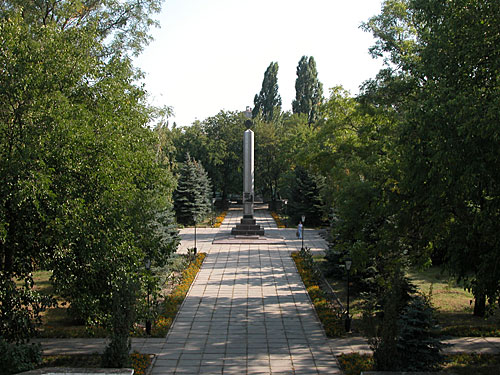
Parque Slavi en Nueva Kajovka.

## Ciudades hermanadas
Nueva Kajovka está hermanada con las siguientes ciudades:
- Saint-Étienne-du-Rouvray, Francia.